# Adenoma pituitario
L'adenoma pituitario o ipofisario è un tipo di tumore che si verifica nella ghiandola pituitaria e che rappresenta circa il 15% delle neoplasie intracraniche. Sono in genere adenomi benigni suddivisi in macro e micro adenomi a seconda del diametro.
La sintomatologia è correlata a alterata secrezione di ormoni ipofisarici (adenomi secernenti e non secernenti) o a lesioni da compressione delle strutture circostanti (cefalea, deficit acutezza del campo visivo, attacchi epilettici, rinorrea,etc.)
Spesso non viene diagnosticata e piccoli tumori pituitari hanno una prevalenza stimata del 16,7% (14,4% in studi autoptici e 22,5% negli studi radiologici).